# Perella insignis
Perella insignis är en insektsart som beskrevs av Bolívar, I. 1914. Perella insignis ingår i släktet Perella och familjen gräshoppor. Inga underarter finns listade i Catalogue of Life.